# Теренции
Тере́нции (лат. Terentii) — древнеримский плебейский род, вероятно, сабинского происхождения. К нему принадлежали:
- Гай Теренций Варрон (ум. после 200 года до н. э.), консул 216 года до н. э., считающийся главным виновником поражения римской армии при Каннах;
- Авл Теренций Варрон (ум. после 167 до н. э.), монетный триумвир с 206 по 200 годы до н. э., претор в 184 до н. э. Предполагаемый сын предыдущего;
- Публий Теренций Тусцивикан[болг.] (или Тусцилиан; ум. после 167 до н. э.), член сенатской комиссии в Скодре (Иллирия), отменившей царскую власть, ввиду чего была образована новая провинция[1][2][3];
- Публий Теренций Афр (195/185—159 до н. э.), один из первых римских комедиографов;
- Теренций Варрон (ок. 118 — после 77 до н. э.), легат Луция Лициния Мурены в Малой Азии во время 2-й Митридатовой войны (83—81 годы до н. э.). Позднее, возможно, был претором и наместником Азии;
- Марк Теренций Варрон (ок. 116—27 до н. э.), современник Цицерона, учёный-энциклопедист. Участник гражданской войны 49—45 гг. до н. э.;
- Теренция (ок. 98 до н. э.—4), первая жена Марка Туллия Цицерона;
- Марк Теренций Варрон Лукулл (ок. 116 — ок. 55 до н. э.), консул 73 года до н. э., младший брат Лукулла. Перешёл в род Теренциев по усыновлению;
- (Луций) Теренций (ум. после 54 до н. э.), народный трибун в 54 году до н. э.;
- Авл Теренций Варрон Мурена (ок. 66—22 до н. э.), друг Горация и ряда других деятелей «золотого века» римской литературы, казнённый по подозрению в заговоре против Августа;
- Марк Теренций Варрон Гибба (ум. 42 до н. э.), квестор 46 года до н. э., народный трибун 43 года до н. э. Погиб в битве при Филиппах;
- Публий Теренций Варрон (ок. 82 — ок. 35 до н. э.), латинский поэт.